# Kilcash Castle
Kilcash Castle er ruinen af en borg, der ligger ved siden af  N24 road umiddelbart vest for Ballydine i County Tipperary, Irland. Den ejes af den irske stat. 
HOvedbygningen er et forskanset tårn fra 1500-tallet. En tilstødende hal blev tilføjet på et senere tidspunkt, da bygnings forsvarsmæssige betydning blev mindre og man i stedet prioriterede store vinduer. I 1500-tallet blev herregården Kilcash konfiskeret fra Wall-familien efter de Irske Forbundskrige, og blev givet til Butlers of Ormond. Denne familie solgte senere borgen til den irske stat for £500 i 1997.